# NGC 2401
NGC 2401 je otvoreni skup u zviježđu Krmi. 

## Vanjske poveznice
- SEDS: NGC 2401